# 赤兔之死
《赤兔之死》是一篇2001年江苏省普通高等学校招生全国统一考试中，由蒋昕捷创作的考场作文，全篇使用古白话文写作。该篇作文在普通高等学校招生全国统一考试获得满分，后在网络上广泛传播。此文章作者入读南京师范大学。